# نبرد کامدیش
نبرد کامدیش در جریان جنگ افغانستان در ۳ اکتبر ۲۰۰۹ زمانی رخ داد که یک نیروی ۳۰۰ نفره از طالبان به پاسگاه رزمی آمریکایی کیتینگ در نزدیکی شهر کامدیش در استان نورستان در شرق افغانستان حمله کردند. این حمله خونین‌ترین نبرد نیروهای آمریکایی از زمان نبرد وانات در ژوئیهٔ ۲۰۰۸ بود که در ۳۲ کیلومتری کامدیش رخ داده بود. حمله به کیتینگ منجر به کشته شدن ۸ آمریکایی و زخمی شدن ۲۷ نفر شد و طالبان نیز متحمل ۱۵۰ کشته شد.
در نتیجهٔ این نبرد، کمپ کیتینگ تا حدی مورد تسخیر قرار گرفت و تقریباً نابود شد. نیروهای ائتلاف اندکی پس از نبرد، از پاسگاه عقب‌نشینی کردند. یک عقب‌نشینی عمدی مدتی پیش از آغاز نبرد، برنامه‌ریزی شده بود که بخشی از تلاش گسترده‌تر فرمانده ارشد در افغانستان، ژنرال استنلی مک‌کریستال، برای واگذاری پاسگاه‌های دورافتاده و تجمیع نیروها در مناطق پرجمعیت‌تر برای محافظت بهتر از غیرنظامیان افغان بود. آمریکایی‌ها «پاسگاه را تعطیل اعلام کردند و به‌سرعت آن را ترک کردند و انبار پاسگاه به‌سرعت توسط شورشیان غارت شد و سپس توسط هواپیماهای آمریکایی بمباران شد تا مهمات مرگبار باقی مانده را از بین ببرند.»
پس از بررسی‌ها، چهار افسر در زنجیره فرماندهی به‌دلیل عدم پشتیبانی کافی از پایگاه تنبیه شدند. هشت خلبان به‌دلیل کمک به دفاع از پایگاه، نشان صلیب پرواز ممتاز را دریافت کردند. گروهبان ستاد کلینتون رومشا و گروهبان تای کارتر به‌دلیل اقدامات خود در طول نبرد، مدال افتخار دریافت کردند.

## آثار فرهنگی و هنری
نبرد کامدیش در کتاب نوشتهٔ ۲۰۱۷ Red Platoon: A True Story of American Valor نوشتهٔ کلینتون رومشا، سرباز پیشین ارتش ایالات متحده که مدال افتخار را برای اقدامات خود در طول نبرد برای پاسگاه رزمی کیتینگ در نورستان، افغانستان دریافت کرد، ثبت شده‌است. این نبرد همچنین نقطهٔ کانونی اصلی فیلم ۲۰۲۰ پاسگاه است که بر پایهٔ کتاب The Outpost: An Natold Story of American Valor اثر جیک تپر ساخته شده‌است. مجموعهٔ مستند نتفلیکس، ''مدال افتخار''، شامل قسمتی است که جزئیات اقدامات کلینتون رومشا و تای کارتر را نشان می‌دهد.